# Sterculia alexandri
Sterculia alexandri là một loài thực vật thuộc họ Sterculiaceae. Đây là loài đặc hữu của Nam Phi. Chúng hiện đang bị đe dọa vì mất môi trường sống.